# Lijiaxia-Talsperre
Die Lijiaxia-Talsperre ist eine Talsperre mit einem Wasserkraftwerk am Gelben Fluss (Huang He) in der chinesischen Provinz Qinghai, 73 km flussabwärts von der Laxiwa-Talsperre.
Das Absperrbauwerk ist eine doppelt gekrümmte Bogenstaumauer. Für ihre Höhe findet man in verschiedenen Quellen die Angaben 155 und 165 m, für die Länge neben den in der Tabelle angegebenen 414 m auch 382 oder 489 m. Das Bauwerksvolumen wird alternativ auch mit 2,34 oder 3,03 Mio. m³ angegeben.
Das Wasserkraftwerk hat vier Turbinen mit je 400 MW, eine fünfte wurde später eingebaut, so dass die Gesamtnennleistung 2000 MW beträgt.